# 异狄氏剂甲醛
异狄氏剂甲醛是一种有机化合物，化学式为C12H8Cl6O，它是异狄氏剂的同分异构体。它是一种有机氯杀虫剂，是一种环境污染物，并已在水体和生物中被检出。